# میروپروفن
میروپروفن (انگلیسی: Miroprofen) یک داروی ضد درد و داروی ضدالتهاب غیراستروئیدی NSAID است، به این معنی که دارای فعالیت تجمع ضد التهابی ، تب‌بر و ضد پلاکت است.  از نظر شیمیایی این ماده یک اسید کربوکسیلیک و فنیل‌پروپیونات است.